# 馬藏
馬藏（馬憑き，うまつき）是指死去的馬的靈魂報復折磨其的人的日本的怪談。

## 概要
佛教敘事集『因果物語』，江戶時代的随筆集『新著聞集』，明治時代的民俗學者早川孝太郎的著作『三州横山話』都對馬藏有所描述。
多數情況是曾經虐待馬的人突然如同被馬附身，行動舉止如同馬，最後精神失常突然暴斃。妖怪研究家多田克己認為這是日本成為佛教國家后，由於殺生和吃動物的肉都與五戒相抵觸，故借用怪談告誡世人，殺生者將墮入地獄。。

### 『因果物語』
江戶時代的三州地區的中村（現在的愛知縣田原市赤羽根地區）有一個叫做太郎的男子年輕的時候喜歡斗馬，很多馬匹因此意外死亡。他在45歲的某日突然發瘋，住進馬廄，不斷如馬一般嘶叫，只吃乾草和飲用水槽裏的髒水，最後發狂而死。。
同樣在三州地區的江村住的受泉和尚年輕的時候擔任馬工郎（處理馬的仕事），寬永16年（1639年）的春天突然發瘋，眼睛凸出嘶鳴不已，瘋狂的飲用桶中的髒水，不斷做出馬的舉動。旁人開始以為他只是惡作劇，但是當發現其的動作完全和馬一致，才相信他並非在開玩笑。不久他就在眾目睽睽下死去。後來世人分析，他由於仕事時屠殺馬匹而墮入了畜生道。。

### 『新著聞集』
阿波國（現在德岛县）的国主松平阿波守殘忍的虐待其飼養的馬，致使它病亡。不久之後他就不斷大叫「主人說要好好的飼養和訓練我，可是卻欺騙了我，將我殘忍的殺害。我要你們知道，這恩怨總有一天會了結！」最終精神異常而死。
武藏國的八王子地區（現在的東京都八王子市）的原半左衛門很喜歡用馬的皮毛製造物品。他的兒子灌太郎在某年的元旦同僕人一起去神社參拜，在鳥居前脫口而出「這兒遍地都是馬的血。祠堂前面都是血，沒有地方再落腳了。我們沒有辦法去參拜了」。僕人卻完全沒有看到馬的血，灌太郎又說道「前面就是血海，沒有辦法再前進了」，於是在鳥居前參拜完就回家了。當天灌太郎就發病，如馬一樣鳴叫。七天后灌太郎恢復理智，說道「我很遺憾，但是由於父親讓馬受苦，將墮入畜生道」。之後灌太郎又變得很痛苦，不久就死去。 。

### 『三州横山話』
遠江國（現在靜岡縣西部）有一個叫做梅的男子，被馬附身而精神異常。據說是受到被他害死的馬的報復，五十年來嘴上常常掛著口水，為了平息馬的怨氣，時常啃噬自己的手腕，因此其手腕一直紅腫。。

## 鹽之長司

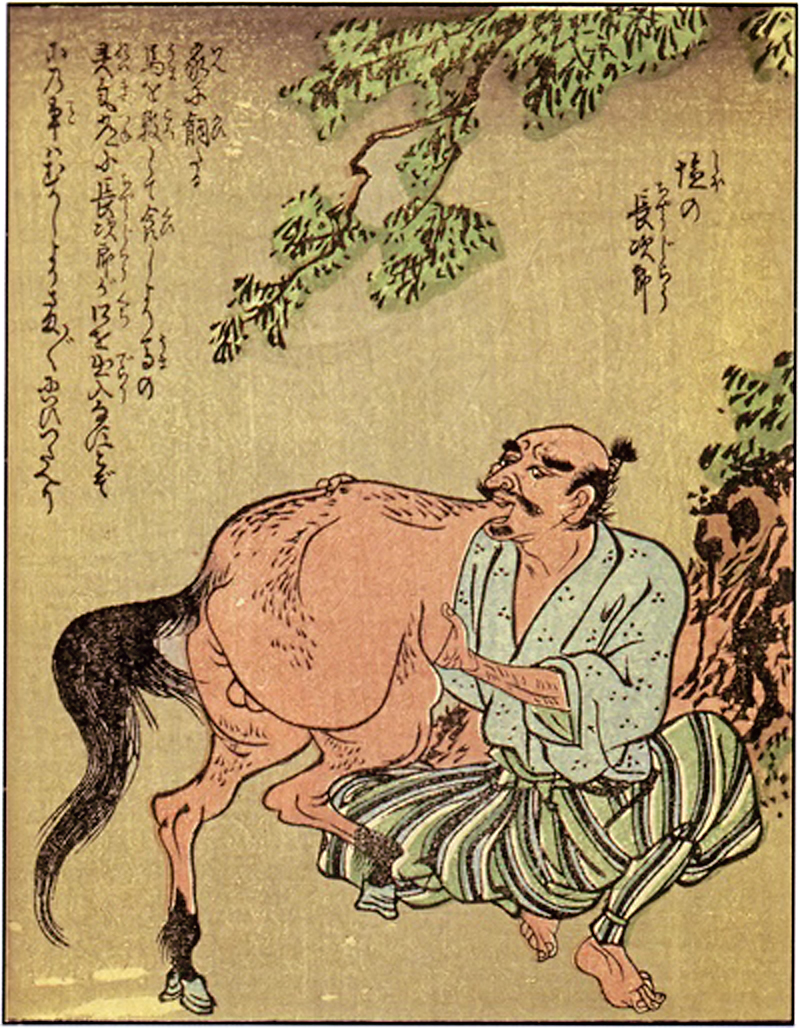
『繪本百物語』，「鹽之長司」，竹原春泉画

鹽之長司（塩の長司，しおのちょうじ）是江戶時代的怪談集『絵本百物語』中關於馬藏的怪談。
加賀國（現在的石川縣）有為被稱為鹽之長司的老人。他在家裡飼養了300多頭馬，一向喜歡悪食，用味噌或是鹽醃製馬肉，每日都要食用。
一日醃製的馬肉食盡，長司將一頭老馬打死取其肉食用。當天夜裡，長司就夢到老馬出現，並啃食他的喉嚨。
第二天，就在長司殺死老馬的時刻，老馬的靈魂顯現並衝入長司的口中，從此長司整日里都十分飢餓。由於非常痛苦，長司在絕望中粗言穢語，將自己所做的一切惡事都吐露出來。
由於使用一切的醫療手段都無效，長司在百日之後就死了。其死狀如同背負重荷的馬的姿態。 。

## 脚注
1. ↑  多田克己編. . 国書刊行会. 1997: 125–126頁. ISBN 978-4-336-03948-4.
2. 1 2  鈴木正三門人編著. . 朝倉治彦編  (编).  第4巻. 東京堂出版. 1983: 207–208頁.
3. 1 2  神谷養勇軒. . 早川純三郎編纂代表  (编).  〈第2期〉5. 吉川弘文館. 1974: 281–283頁. ISBN 978-4-642-08550-2.
4. ↑  早川孝太郎. . 池田彌三郎他編  (编).  第5巻. 角川書店. 1974: 83頁. ISBN 978-4-04-530305-0.
5. ↑  . : 23頁.